# Marine Malice 4 : Le Mystère du ranch aux cochons
 (octobre 2012).
Si vous disposez d'ouvrages ou d'articles de référence ou si vous connaissez des sites web de qualité traitant du thème abordé ici, merci de compléter l'article en donnant les références utiles à sa vérifiabilité et en les liant à la section « Notes et références ».
Marine Malice 4 : Le Mystère du ranch aux cochons (Freddi Fish 4: The Case of the Hogfish Rustlers of Briny Gulch en anglais) est un jeu vidéo développé et édité par Humongous  sorti en mars 1999.

## Résumé
L'élevage de cochons de Calico, cousine de Marine, vient d'être enlevé. Marine et Luther, plus courageux que jamais, décident de ramener son troupeau au ranch. Ils devront découvrir la cachette des coupables et les capturer. Mais rétablir la paix et la justice n'est pas une mince affaire...

## Personnages
- Marine Malice (Freddi Fish) : Un poisson jaune à nageoires orange et aux yeux bleus. Elle enquête sur le vol des cochons de sa cousine.
- Luther : Un poisson vert, meilleur ami et acolyte de Marine.
- Calico Poissonchat (Calico Catfish): La cousine de Marine, propriétaire du ranch aux cochons.
- Elmer : Hippocampe qui transporte le courrier.
- Jean Bobine (Gill Barker) : Un requin turquoise qui vend du chewing-gum et des écrous.
- Jean Clume (Nelson Torso) : Le forgeron du village, spécialisé dans les boucles de ceinturon. Il a un fils qui s'appelle Demi-Jean (Half Nelson)
- Kelsey (Goby) : Voleur de bétail chargé de surveiller la porte du Cargo Rouillé. C'est un fervent lecteur de Bandit Magazine.
- Monsieur Ventremou (E Tippet) : Bernard l'ermite qui vit dans une boîte aux lettres.
- Orchidée, Perry et Abri Poulpe (Orchid, Periwinkle and Apricot Squid): Famille de poulpes originaire de Santa Clara. Ils résident à l'entrée du Sodaloon où ils crachent de l'encre dans un baril.
- Phil Doigts Agiles (Eight Finger Phil) : Poulpe pianiste qui joue au Sodaloon.
- Renégat (Moray) : Voleur de bétail chargé de nourrir les cochons.
- Sahara Slim : Un vieux poisson rouge qui a traversé le désert du Sahara.
- Shérif Zachary Gambas (Sheriff Schrimp) : Le shérif du village, porté disparu.
- Stella Eaudemer (Saltwater Stella) : Patronne du Sodaloon.
- Toi (U): De son nom complet Toi Henri Épaminondin Euripide Échille Socrate (Uriah Jedadiah Eruipides Algernon Fortesque Forsythe), c'est un escargot de mer qui travaille comme facteur.

## Versions
Le jeu présente plusieurs versions de la même histoire. Certains éléments peuvent varier :
- La couleur du chapeau : bleu, orange ou violet
- Ce que porte le bandit : une lavallière ou un bandana
- L'étoile du shérif : dorée ou argentée
- L'identité de Monsieur Gros Bonnet (Mr. Big) : Le chef des voleurs de bétail peut être quatre personnages différents.